# عبد الكريم سلمان
الشيخ عبد الكريم سلمان (الخميس 1 شعبان 1265 هـ/21 يونيو 1849 ـ شعبان 1336 هـ/ 17 مايو 1918 م) هو قاض شرعي وأديب وكاتب أزهري مصري، من أعلام حركة الإصلاح في عصره. كان صديقًا ومساعدًا للشيخ محمد عبده.

## مولده ونشأته الأولى
ولد عبد الكريم سلمان في قرية جنبواي بمديرية البحيرة في غرة شعبان سنة 1265 هـ لأب ألباني الأصل، وأم عربية النسب، وكان بين أسرته وأسرة الشيخ محمد عبده تعارف وجوار، ثم تزامل الاثنان في الأزهر حين التحقا به.

## تعليمه
أصيب في طفولته بالجدري، فكاد يذهب ببصره. وقد حال ضعف بصره دون إلحاقه بالمدارس، فالتحق بكتاب القرية، حيث تعلم مبادئ القراءة والكتابة وحفظ القرآن، ثم التحق بالأزهر سنة 1288هـ، وهناك التقى عددًا ممن اشتهر فيما بعد من طلاب الأزهر، من بينهم سعد زغلول، وإبراهيم الهلباوي، وغيرهما.
وفي أواخر داسته بالأزهر، وفد إلى مصر جمال الدين الأفغاني، فتعرّف إليه بواسطة صديقه محمد عبده وتأثر به، وفي سنة 1315 هـ، نال عبد الكريم سلمان شهادة العالمية من الدرجة الأولى.

## حياته العملية
عمل عبد الكريم سلمان محررًا بجريدة الوقائع المصرية الرسمية وقت أن كان الشيخ محمد عبده رئيسًا لتحريرها، ولما اعتُقل محمد عبده مع زعماء العرابيين ونُفي إلى الشام إثر الاحتلال الإنجليزي لمصر، حل عبد الكريم سلمان محله في رئاسة تحرير الجريدة حتى أُلغي القسم الأدبي من الجريدة وعادت كما كانت صحيفة أوامر وقوانين في أواخر سنة 1897.
ولما خرج الشيخ عبد الكريم من خدمة المطبوعات، عُين في أول يناير 1898 قاضيًا بالمحكمة الشرعية العليا، ورغم أنه كان شافعي المذهب، فقد حصل على شهادة العالمية في المذهب الحنفي ليتسنى له القضاء في المحكمة العليا الاستئنافية على مذهب الحنفية؛ إذ كان لا يتقلد قضاء مصر آنذاك إلا الحنفية.
وفي 1 أبريل 1910، عين مفتشًا عامًا بالمحاكم الشرعية، فطاف بمحاكم البلاد، وكتب تقريرًا بين فيه ما شاهده من أوجه ونقص، واقترح فيه سبلًا للإصلاح، ثم لقي عنتا آثر به الاستقالة في نوفمبر 1912.

### عضويته في مجلس إدارة الأزهر
طلب الخديو عباس حلمي الثاني من الشيخ محمد عبده تقديم مذكرة بما يراه من وجوه الإصلاح في الأزهر، فقدمها له بحضور محمود فهمي باشا وأحمد شفيق باشا ومحمود شكري باشا رئيس الديوان الخديوي، فوافقوا عليها بعد مناقشتها، وإجراء شيء من التعديل فيها.
ولتنفيذ ما اقتُرح من إصلاحات، أصدر الخديو أمرًا إلى مجلس نظاره في 7 رجب 1312هـ/ 3 يناير 1895م بتشكيل مجلس إدارة الأزهر وتحديد اختصاصاته، وأهداف تشكيله، وتقرر أن يكون هذا المجلس برئاسة الشيخ حسونة النواوي وعضوية ثلاثة من العلماء العاملين بالأزهر:
- الشيخ سليم البشري (شيخ السادة المالكية)
- الشيخ عبد الرحمن الشربيني (من أكابر السادة الشافعية)
- الشيخ يوسف الحنبلي (شيخ السادة الحنابلة)

واثنين من العلماء العاملين بالحكومة (لم يكن لشيخ الأزهر ولا المجلس رأي في انتخابهما ولا في استبدال غيرهما بهما) وهما:
- الشيخ محمد عبده (القاضي بالمحاكم الأهلية)
- الشيخ عبد الكريم سلمان (وكيل إدارة قلم المطبوعات)[4]

وبعد استقالة الشيخ علي الببلاوي من مشيخة الأزهر وتولية الشيخ عبد الرحمن الشربيني، رأى الشيخان محمد عبده وعبد الكريم سلمان أنهما لا يمكنهما الاستمرار في العمل فتقدم محمد عبد باستقاله في 26 مارس 1905، أي بعد تعيينه بستة أيام، ثم تبعه في الاستقالة في نفس الأسبوع عبد الكريم سلمان، ثم تبعهما عضو آخر هو الشيخ سيد أحمد الحنبلي.

## صداقته بالشيخ محمد عبده
كان عبد الكريم سلمان صديقًا للشيخ محمد عبده (وكلاهما من مديرية البحيرة) منذ الصبا، وكانا لا يفترقان إلا قليلًا، حتى أن الشيخ محمد عبده ضرب مثلًا يصور به تلازمهما، فقال: «... كأن يسأل السائل هل رأيت الشيخ محمد عبده؟ فتقول: ولا الشيخ عبد الكريم سلمان». وكان بينهما تقارب في الرأي، وتشابه في الفكر.وقد بلغ من صداقتهما أن بنيا قبرًا واحدًا ضم رفاتيهما في النهاية.

## من مؤلفاته
- أعمال مجلس إدارة الأزهر في عشر سنين: كتبه عقب استقالته ومحمد عبده من مجلس إدارة الأزهر، وطُبع ونُشر قُبيل وفاة محمد عبده.[3]
- مقالات في موضوعات متنوعة في الصحف كالوقائع المصرية ومجلة الآداب وجريدتي المؤيد والمقطم.[3]

## وفاته
توفي الشيخ عبد الكريم سلمان فجأة بسكتة قلبية يوم الجمعة 17 مايو 1918، في بلدة الرحمانية بمديرية البحيرة، فنُقل جثمانه إلى القاهرة، وصُلي عليه في الجامع الأزهر، ودُفن بجوار صديقه الإمام محمد عبده.